# Jean de La Fontaine
Jean de La Fontaine (ur. 8 lipca 1621 w Château-Thierry, zm. 13 kwietnia 1695 w Paryżu) – francuski poeta i bajkopisarz, jeden z czołowych przedstawicieli klasycyzmu francuskiego, autor blisko 250 bajek.

## Życiorys

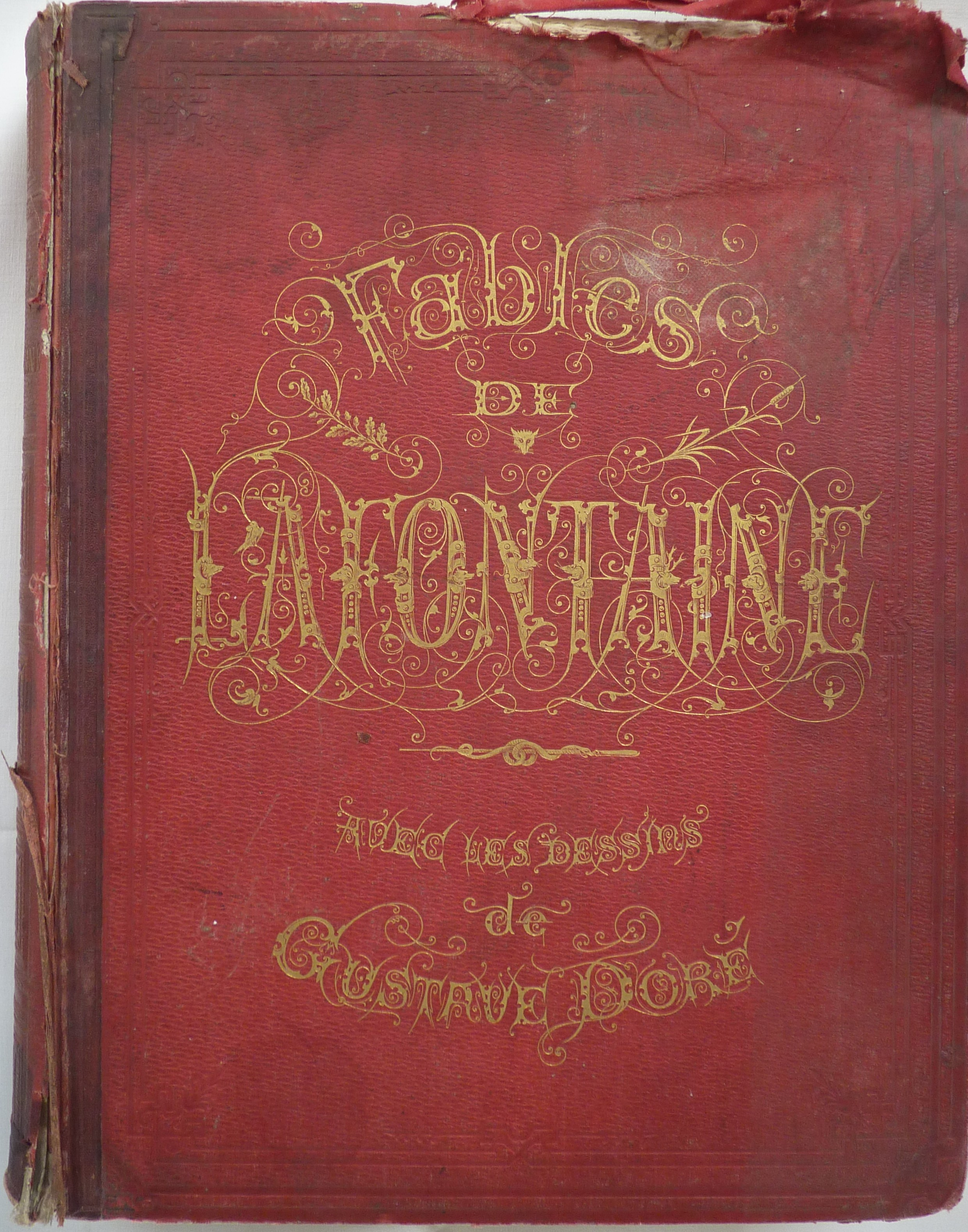
Bajki La Fontaine’a, wydanie z 1868

W młodości uczył się mało, dopiero w 22 roku życia zaczął studiować poetów klasycznych. Porzucił pracę i żonę, po czym udał się do Paryża, gdzie znalazł opiekę między innymi nadintendenta Nicolasa Fouqueta i pani Sablière, która troszczyła się o wszystkie jego potrzeby. W 1684 został członkiem Akademii Francuskiej.
Sławę literacką zjednał sobie swymi Contes (1665) i Fables (pierwsze sześć ksiąg 1668, następnych pięć 1678, a dwunasta 1694; z późniejszych edycji najlepsza Nodiera, 2 t., Paryż, 1839), których zalety nie tyle polegają na sztuce wynalazczej, ile na naturalnym i prostym wykładzie. Treść do bajek czerpał z pisarzy starożytnych, a do powiastek z nowelistów włoskich i ze starofrancuskich fabliaux. Naiwność, prawda, prostota, naturalność i żywość to przymioty, które zapewniły twórczości La Fontaine'a uznanie.
Najlepiej wszystkie pisma jego Oeuvres wydał Valekenaer (18 t., Paryż, 1819–20; nowa edycja 6 t., 1822–23) oraz Girard i Desfeuilles w dziele Grands écrivains (1880 i nast. t. 8). Por. Saint-Mare Girardin L. et les fabulistes (Paryż, 1867, t. 2); Taine L. et ses fables (10 wyd., 1885).

## W kulturze
Jean de La Fontaine został wspomniany przez główną bohaterkę filmu Angelika i sułtan. Gdy zarządca haremu chciał przypisać Arabom jego powiedzenie: Nigdy nie mów fontannie >>nie będę pił twojej wody<<.